# 前川駅 (慈江道)
前川駅（チョンチョンえき、朝鮮語: 전천역）は朝鮮民主主義人民共和国慈江道前川郡にある駅で、満浦線に属する。 

## 隣の駅
満浦線
雲松駅 - 前川駅 - 花岩駅